# Molophilus nitidulus
Molophilus nitidulus là một loài ruồi trong họ Limoniidae. Chúng phân bố ở miền Tân bắc.